# Jenovéfa Boková
Jenovéfa Boková (* 16. května 1992 Praha) je česká herečka a houslistka, která obdržela Českého lva pro nejlepší herečku v hlavní roli za postavu Anežky v dramatu Chvilky.

## Život
Jenovéfa Boková je dcerou aktivisty Johna Boka a malířky a sochařky Jitky Bokové. Její sestra Kristýna Boková je také herečkou.
Vystudovala hudební Gymnázium Jana Nerudy (hru na housle). Je součástí uskupení Comenius Quartet, na housle hraje v kapele Wunder Bar Band. Hrála ve filmu Občanský průkaz a tím její kariéra začala. Následoval film Revival, kde byla nominovaná na cenu českého lva, za nejlepší ženský herecký výkon ve vedlejší roli.

## Filmografie

### Film
| Rok  | Název                      | Role                            | Poznámka                       |
| ---- | -------------------------- | ------------------------------- | ------------------------------ |
| 1998 | Příušnice                  |                                 | studentský film                |
| 1998 | Panenky a muži             |                                 | studentský film                |
| 2009 | We Shoot with Love         | dívka                           |                                |
| 2010 | Občanský průkaz            | Hanka                           |                                |
| 2012 | Tereza Dratvová, nar. 1989 |                                 |                                |
| 2012 | Láska je láska             | Marta                           |                                |
| 2012 | Svatá čtveřice             | Johanka                         |                                |
| 2012 | Jak jeli k vodě            |                                 | studentský film                |
| 2013 | Strach                     | Šárka                           |                                |
| 2013 | Revival                    | Miriam                          |                                |
| 2013 | L. H.                      | Lori                            | studentský film                |
| 2014 | Gottland                   |                                 |                                |
| 2014 | Parádně pokecal            | Klára                           |                                |
| 2015 | Fotograf                   | ''Anička" (Anna Marie Saudková) |                                |
| 2015 | Rodinný film               | Anna Kubínová                   |                                |
| 2015 | Vážná známost              |                                 | studentský film                |
| 2016 | Zloději zelených koní      | Karolína                        |                                |
| 2016 | Operní slavnost            |                                 | studentský film                |
| 2016 | O Noře                     |                                 | studentský film                |
| 2016 | Krycí jméno Holec          | Žofie                           |                                |
| 2016 | Jak se zbavit nevěsty      | Lindina sestra                  |                                |
| 2016 | Bezva ženská na krku       | Lucie                           |                                |
| 2018 | Do větru                   | Natálka                         |                                |
| 2018 | Chvilky                    | Anežka                          | Český lev pro nejlepší herečku |
| 2019 | Ženy v běhu                | Kačka                           |                                |
| 2019 | Karel, já a ty             | Saša                            |                                |
| 2021 | Jako letní sníh            | Magdalena Vizovská              |                                |
| 2022 | Mimořádná událost          | Kamila                          |                                |
| 2022 | Velká premiéra             | Renata                          |                                |
| 2022 | Slovo                      | Zuzana                          |                                |

### Televize
| Rok  | Název                   | Role                 | Poznámka                          |
| ---- | ----------------------- | -------------------- | --------------------------------- |
| 1999 | Oběti: Přepadení        | vnučka               | TV film                           |
| 2001 | Pohádky z lesa          | Anička               |                                   |
| 2010 | Jseš mrtvej, tak nebreč | Tereza Preiningerová | TV film                           |
| 2010 | Kriminálka Staré Město  | Julie Březinová      | 2 epizody                         |
| 2013 | Hořící keř              | Vlaďka Charouzová    | TV film                           |
| 2014 | Clona                   | Lenka                | 2 epizody                         |
| 2014 | Kdyby byly ryby         | princezna Lidunka    | TV film                           |
| 2015 | Vraždy v kruhu          | Evženie              | 1 epizoda (Zlíbám tě, až zabiješ) |
| 2015 | Správnej dres           |                      | TV film                           |
| 2016 | Já, Mattoni             | Bětka                | 8 epizod                          |
| 2017 | Taxikář                 |                      | 1 epizoda (Tři čárky)             |
| 2018 | Život je hra            | Eva                  | 10 dílů                           |
| 2019 | Strážmistr Topinka      | Lucie Mazalová       |                                   |
| 2019 | Marie Terezie           | Sofie                | minisérie                         |
| 2020 | Herec                   | Anežka               | televizní minisérie               |
| 2020 | Zločiny Velké Prahy     | kamarádka zavražděné | TV seriál, epizoda Zmizelá        |
| 2022 | Chlap                   | Tereza Černá         | minisérie                         |

## Divadelní role
- 2017: Honey – Miroslav Krobot, Lubomír Smékal: Honey, společný projekt Dejvického divadla a Cirku La Putyka, režie: Miroslav Krobot, premiéra: 12. listopad 2017[4][5]

## Ocenění
| Rok  | Film           | Cena      | Kategorie                | Výsledek  |
| ---- | -------------- | --------- | ------------------------ | --------- |
| 2013 | Revival        | Český lev | herečka ve vedlejší roli | nominace  |
| 2018 | Chvilky        | Český lev | herečka v hlavní roli    | vítězství |
| 2019 | Karel, já a ty | Český lev | herečka v hlavní roli    | nominace  |
| 2020 | Herec          | Český lev | herečka v hlavní roli    | nominace  |